# Croce al merito militare (Austria)

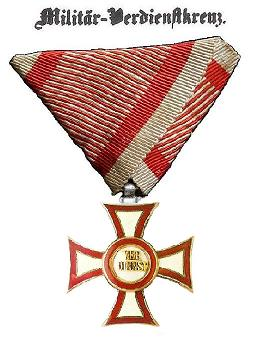
La prima medaglia istituita nel 1849 (ricostruzione)

La croce al merito militare fu una medaglia di benemerenza dell'Impero austriaco.

## Storia
La medaglia venne istituita dall'imperatore Francesco Giuseppe d'Austria il 22 ottobre 1849 per ricompensare gli ufficiali distintisi sul campo o per particolari atti di coraggio e determinazione, o in tempo di pace per quanti si fossero distinti per merito ed ingegno nel campo militare.
Nel 1860 poté ricevere anche la decorazione di merito in casi eccezionali con una corona d'alloro dietro la croce. Con la prima guerra mondiale essa venne distinta in due classi di benemerenza, estese a tre prima della fine del conflitto:
- croce di I classe (a placca)
  - placca da petto con decorazioni di guerra e spade
  - placca da petto
- croce di II classe (decorazione da collo)
  - decorazione da collo con decorazioni di guerra e spade
  - decorazione da collo con decorazioni di guerra
- croce di III classe (medaglia da petto)
  - medaglia da petto con decorazioni di guerra e spade
  - medaglia da petto con decorazioni di guerra
  - medaglia da petto

A partire dal 13 dicembre 1916 tutti gli insigniti, di tutte le classi, ottennero anche la decorazione con due spade incrociate sul nastrino per meriti di guerra nella partecipazione al primo conflitto mondiale.
Vi furono anche 21 conferimenti che vennero realizzati "in brillanti" e vennero concessi alle personalità più eminenti del conflitto.

## Insegna
La  medaglia consiste in una croce patente d'argento, smaltata di bianco e bordata di rosso, con una corona d'alloro in oro tra le braccia. Al centro sta medaglione smaltato di bianco e contornato da un anello a smalto rosso sul quale stava scritta in oro la frase "VERDIENST" ("Al merito").
Il  nastro dell'ordine era bianco con delle strisce bianche e rosse orizzontali nel mezzo e due bande rosse a lato di queste.
| Nastri                  | Nastri                    |
| ----------------------- | ------------------------- |
| Nastro in tempo di pace | Nastro in tempo di guerra |

## Insigniti notabili
- Eugenio d'Austria feldmaresciallo austriaco - (I classe con decorazione di guerra 1915, con spade e diamanti 1917)
- Federico d'Austria-Teschen - feldmaresciallo (I classe con decorazione di guerra 1915)
- Johann von Appel - generale austriaco e governatore della Bosnia-Herzegovina (con decorazioni di guerra 1849, con diamanti 1898)
- Alberto di Prussia - feldmaresciallo prussiano e reggente del Ducato di Brunswick (1864)
- Carlo I di Romania - re di Romania (1864)
- Gotthard Heinrici - ufficiale tedesco della prima guerra mondiale, (III classe con decorazioni di guerra)
- Paul von Hindenburg - feldmaresciallo tedesco della prima guerra mondiale (III classe con decorazione di guerra 1914, con diamanti 1915, I classe con decorazione di guerra 1917)
- Miklós Horthy - ufficiale navale austriaco, poi reggente d'Ungheria (III classe con decorazione di guerra)
- Erich Ludendorff - generale tedesco della prima guerra mondiale (I Classe con decorazione di guerra 1917)
- August von Mackensen - feldmaresciallo tedesco della prima guerra mondiale (I classe con decorazione di guerra e diamanti 1915)
- Erwin Rommel - ufficiale e poi feldmaresciallo nella seconda guerra mondiale (III classe con decorazione di guerra e spade)
- Ferdinand Schörner - ufficiale tedesco e feldmaresciallo nella seconda guerra mondiale (III classe con decorazione di guerra 1916)
- Paul Stupar - retroammiraglio austro-ungarico nella prima guerra mondiale
- Wilhelm von Thoma - ufficiale tedesco e generale nella seconda guerra mondiale (III classe con decorazione di guerra 1916)
- Mustafa Kemal Atatürk - colonnello ottomano nella prima guerra mondiale; poi fondatore della moderna Repubblica di Turchia